# Cyber Police ESWAT
Cyber Police ESWAT (также известная под названием E-SWAT Cyber Police) — видеоигра в жанре скролл-шутер, разработанная и изданная компанией Sega Enterprises в 1989 году. Версия игры для Sega Mega Drive была издана в 1990 году под названием ESWAT: City Under Siege. В дальнейшем также были изданы версии для Wii Virtual Console (2007 год) и Microsoft Windows (2010 год).

## Обзор игры
Будущее. Город Сайлент-сити захвачен неизвестными злодеями, а его улицы находятся под контролем преступности. Полицейский по имени Дьюк Ода (англ. Duke Oda) вместе с другими членами организации Cyber Police противостоит им.
Игра представляет собой аркаду (shoot 'em up) с уровнями-локациями с боковым сайд-скроллингом и двухмерной графикой. Здесь представлено пятнадцать уровней с возрастающим уровнем сложности.
Игровой процесс заключается в следующем. Персонаж перемещается по уровням и за отведённое время уничтожает (или арестовывает) врагов. В конце большинства уровней находятся боссы.
Персонаж вооружён пистолетом. Последний имеет ограниченный боезапас, который можно пополнять в ходе уровня, собирая специальные предметы. Начиная с определённого момента, персонаж появляется в игре в роботизированном костюме, который отличается бо́льшей устойчивостью к атакам противников и несёт на себе более мощное вооружение (например, ракеты). Боезапас экзоскелета также может пополняться на уровнях.

## Оценки
Оценки игры критиками были различными. К примеру, британский журнал Computer and Video Games оценил версию игры для Sega Master System в 73 балла из 100 возможных, а рецензенты из австралийского журнала PC Power Play выставили версиям для Commodore 64 и Amiga 47 и 44 балла из 100.